# Barrage de Saint-Fraimbault-de-Prières
Pour les articles homonymes, voir Saint-Fraimbault.
Le barrage se situe le long de la Mayenne à Saint-Fraimbault-de-Prières. Il permet d'avoir une réserve d'eau d'une étendue d'environ 140 ha. Il est situé au niveau de la confluence de trois rivières : la Mayenne,, la Varenne et la Colmont.

## Le lieu
L'endroit était un lieu de pêche avant la construction du barrage. Il y avait un moulin (le moulin de Saint-Georges-de-l'Isle), et une ferme située à la limite entre Saint-Fraimbault et la Haie-Traversaine. Sept hectares du domaine de la communauté religieuse de Saint-Georges-de-L'Isle furent aussi noyés. La violence que le courant peut avoir à cet endroit a été soulignée à travers le temps. L'instituteur en 1900 dans sa monographie communale écrit à propos des crues de 1880 que l'"eau était si élevée qu'elle a failli arracher le pont". De même en 1974, la montée des eaux a été "sévère, si on se réfère à la marque tracée sur les sanitaires publics au lieu-dit La Plage". Un autre souvenir historique reste attaché au lieu lors de la débâcle allemande en 1944, où lors de leur retrait, les Allemands firent sauter le pont (face à la grotte de Saint-Fraimbault) pour freiner l'avancée des troupes alliées, en laissant une de leurs compagnies, basée au camp Marette à Oisseau. Quand la troupe voulu emprunter le pont, elle fut furieuse et soupçonna les habitants du village d'être l'auteur de sa destruction et voulut prendre des otages. Une réfugiée alsacienne réussit à parlementer expliquant que c'étaient des Allemands qui étaient seul responsable des dégâts. Les Allemands, pour traverser la rivière, durent emprunter l'ancien gué.

## Histoire du barrage
La construction du barrage a été décidée en 1972 par le conseil général de la Mayenne. L'objectif était de soutenir le faible débit de la Mayenne à certaines périodes de l'année, afin de satisfaire les besoins en eau potable. Les travaux sont réalisés par l'entreprise de BTP Brochard et Gaudichet, et commencent en 1975. Ils dureront 3 ans et seront endeuillés par la mort de 3 ouvriers. (En hiver, alors que les crues ont emporté des paquets de bois, deux hommes qui essaient de les récupérer sont emportés par les flots).

## Chiffres
Une petite usine hydroélectrique du barrage permet à EDF de produire 4,5 millions de kWh. Une microcentrale électrique exploitée par EDF est installée en rive droite du barrage et comporte une turbine dont le débit maximal turbinable est de 3 m3/s (environ 200 kW) et deux turbines dont le débit maximal turbinable est de 9 m3/s (environ 600 kW).
Le volume total de la retenue d'eau est de 4,3 millions de m3 à l'origine, pour un plan d'eau de 630 m de large et de 6,5 km de long au maximum. Le barrage mesure plus de 200 m de longueur pour un maximum de 15 m de hauteur.

## Vidange
Une opération de vidange, vise au départ à vérifier l'état du barrage. Il a été classé comme intéressant la sécurité publique par un arrêté préfectoral du 29 mars 2002. Le barrage devra être totalement émergé tous les 10 ans pour vérifier la solidité de sa structure. Une vidange est effectuée en septembre/octobre 2005. Un phénomène d'accumulation de vase limite la capacité de stockage du barrage. Il doît être étudié en 2006.